# Gronowo (Osada)
Gronowo [ɡrɔˈnɔvɔ] (deutsch Waldhaus/Forst Grunau) ist ein kleiner Ort in der polnischen Woiwodschaft Ermland-Masuren. Er gehört zur Gmina Mrągowo (Landgemeinde Sensburg) im Powiat Mrągowski (Kreis Sensburg).

## Geographische Lage
Die Waldsiedlung (polnisch Osada leśna Gronowo) – sie sollte nicht mit dem ebenfalls im Powiat Mrągowski gelegenen Dorf Gronowo (deutsch auch Grunau) verwechselt werden – liegt inmitten der Woiwodschaft Ermland-Masuren, fünf Kilometer südwestlich der Kreisstadt Mrągowo (deutsch Sensburg).

## Geschichte
Die heute auch Gronowo Leśniczówka und vor 1945 Waldhaus Grunau bzw. Forsthaus Grunau genannte Siedlung wurde am 30. September 1928 in die Landgemeinde Bagnowenwolka (1929 bis 1945 Tiefendorf, polnisch Wólka Bagnowska) eingegliedert und gehörte zum Kreis Sensburg im Regierungsbezirk Gumbinnen (1905 bis 1945 Regierungsbezirk Allenstein) in der preußischen Provinz Ostpreußen.
1945 kam Grunau in Kriegsfolge mit dem gesamten südlichen Ostpreußen zu Polen und erhielt die polnische Namensform „Gronowo“. Heute ist der Ort eine Ortschaft innerhalb der Gmina Mrągowo (Landgemeinde Sensburg) im Powiat Mrągowski (Kreis Sensburg), bis 1998 der Woiwodschaft Olsztyn (Allenstein), seither der Woiwodschaft Ermland-Masuren zugehörig.

## Kirche
Kirchlich war und ist die Osada Gronowo evangelischer- wie katholischerseits in die Kreisstadt Mrągowo (Sensburg) eingepfarrt.

## Verkehr
Gronowo liegt abseits des Verkehrsgeschehens und ist lediglich auf einem Landweg von Wólka Bagnowska (Bagnowenwolka, 1929 bis 1945 Tiefendorf) aus zu erreichen. Eine Anbindung an das Schienennetz besteht nicht.